# Edsilia Rombley
Edsilia Rombley est une chanteuse néerlandaise née à Amsterdam le 13 février 1978.
Elle participe deux fois au Concours Eurovision de la chanson pour les Pays-Bas :
- en 1998 avec la chanson Hemel en aarde et termine quatrième ;
- en 2007 avec la chanson On Top of the World et termine à la 21e place en demi-finale.

En 2012, elle fonde le supergroupe Ladies of Soul (nl) avec Trijntje Oosterhuis et Candy Dulfer entre autres. Celui-ci se forme à la suite du décès de Whitney Houston pour se produire sur scène dans une série de concerts commémoratifs. Le succès est au rendez-vous et le quinquet se produit au Ziggo Dome. L'album Live at the Ziggo Dome 2014 atteint la 2e place des charts néerlandais. Deux singles sont également édités. Des concerts sont également prévus aux Pays-Bas et en Belgique en 2015,.
Elle est désignée à la présentation du Concours Eurovision de la chanson 2020, puis du Concours Eurovision de la chanson 2021 se déroulant à Rotterdam à la suite de la victoire de Duncan Laurence à Tel Aviv en 2019.